# アラーユダ
アラーユダ（梵: अलायुध, Alāyudha）は、インド神話に登場するラークシャサの王である。バカ、キルミーラと兄弟。クル・クシェートラの大戦争でカウラヴァ側に味方して戦った。

## 神話
アラーユダはパーンダヴァ5王子の1人ビーマがバカやキルミーラ、ヒディムバを殺し、そのうえヒディムバの妹ヒディムバーと関係を持ったことに大きな怒りを感じていた。そこでパーンダヴァとカウラヴァの間に大戦争が勃発すると、アラーユダはラークシャサを率いてドゥルヨーダナのもとに現れ、ビーマとその親族、およびヒディムバーの息子ガトートカチャを殺すつもりであると告げ、参戦する旨を伝えた。それはちょうどカルナがガトートカチャに苦戦を強いられているときだった。
アラーユダはドゥルヨーダナから参戦の許可を取ると、すぐにビーマと戦った。戦場に現れたアラーユダは太陽のように輝く戦車に乗っていた。戦車は熊の毛皮で覆われており、戦場に轟音を響かせた。また戦車を牽く馬は人肉を喰らった。アラーユダ自身はガトートカチャよりも美しい姿で、大きな弓と金色の羽根の矢を携え、ジャッカルと鳶を旗標としていた。
アラーユダが戦場を縦横無尽に動き、パーンダヴァ軍を蹴散らしていくと、カウラヴァ軍は息を吹き返し、ラークシャサ王の到着に沸き返った。アラーユダの活躍を見たドゥルヨーダナはカルナの救援を要請した。そこでアラーユダがガトートカチャに襲いかかると、ガトートカチャはカルナを捨て置き、アラーユダと戦った。一方、ガトートカチャから解放されたカルナはビーマと戦おうとしたが、ビーマはガトートカチャとアラーユダが戦うのを見て、カルナを無視し、アラーユダに向かって行った。アラーユダとビーマの戦いは矢による攻撃の応酬であった。しかしアラーユダはビーマの放った矢を撃ち落とすことができ、ビーマを圧倒していった。そのためユディシュティラはドリシタデュムナ、シカンディン、ユダーマニユ、ウッタマウジャス、ドラウパディーの息子たちにカルナの動きを封じ、ビーマを救援するためにアルジュナにナクラ、サハデーヴァ、サーティヤキとともに他のラークシャサを討つことを指示しなければならなかった。そうこうするうちに、アラーユダはビーマの戦車の馬と御者を殺したため、ビーマは戦車を飛び降りて、棍棒でアラーユダと戦った。
アラーユダの戦いぶりに危機感を感じたクリシュナは、ガトートカチャにビーマの救援を要請した。両者が再び戦ったとき、時刻はすでに夜となっていた。アラーユダが棍棒で相手の頭を痛打すると、対するガトートカチャは棍棒を投げつけて敵の戦車を破壊した。アラーユダは戦車を飛び降り、幻力で黒雲を起こして、血の雨を降らせ、ヴァジュラをガトートカチャの頭上に落下させた。するとガトートカチャも空に飛び上がり、幻力でもって相手の幻力を打ち破った。さらにアラーユダが岩の雨を降らせると、ガトートカチャは矢を放ってそれらを砕いた。その後、両者はあらゆる武器を駆使して戦い、さらに樹木を引き抜いて打ちあった。そして武器となるものがなくなるとたがいの肉体で戦った。最終的に軍配はガトートカチャの側に上がった。ガトートカチャはアラーユダをつかんで振り回し、投げ飛ばした後、相手の首と胴体を断ち切った。勝利したガトートカチャはドゥルヨーダナの眼前にアラーユダの首を投げ、パーンダヴァ軍は勝利を讃えるために、夜の戦場を灯火で飾った。